# Дроле, Мари-Эв
Мари-Эв Дроле (фр. Marie-Ève Drolet; род. 3 февраля 1982, Шикутими, провинция Квебек) — канадская конькобежка, специализирующаяся в шорт-треке, серебряный призёр олимпийских игр 2014 года, бронзовый призёр олимпийских игр 2002 года. Многократный призёр чемпионатов мира.

## Спортивная карьера
Мари-Эв Дроле начала заниматься конькобежным спортом в возрасте шести лет. Впервые попала в юниорскую сборную Канады в 1997 году, и сразу взяла бронзу на чемпионате мира в Маркетте на дистанции 1000 метров и заняла 4-е место в общем зачёте, через 2 года в Монреале выиграла серебро в беге на 500 м и бронзу на 1500 м и вновь стала 4-й в многоборье, в том же году начала выступать за взрослую национальную сборную, и в марте на командном чемпионате мира в Сент-Луисе заняла второе место в команде. В 2000 году на юниорском чемпионате мира в Секешфехерваре выиграла три серебряные медали на дистанциях 500, 1000, 1500 метров и золотую в многоборье.
В январе 2001 года в Варшаве завоевала золото в беге на 500 и 1500 м и серебро на 1000 м, что помогло ей занять первое место в общем зачёте второй раз подряд. В марте на чемпионате мира в Чонджу Мари-Эв впервые выиграла индивидуальную бронзовую медаль на 1500 м, через неделю на чемпионате мира среди команд в Минамимаки завоевала бронзу, но ее карьера едва не закончилась, когда она сломала позвонок в результате аварии.
Однако она восстановилась к 2002 году, прошла отбор во взрослую сборную, и на Олимпийских играх в Солт-Лейк-Сити в составе эстафетной команды выиграла бронзовую награду, а также заняла четвертое и шестое место в бегах на 1000 и 1500 метров соответственно. Сразу по завершении Олимпиады в марте выступила в эстафете на чемпионате мира в Монреале и на командном чемпионате мира в Милуоки, где выиграла соответственно две бронзовые медали.
Весной она ушла из спорта, сконцентрировавшись на учебе, некоторое время она жила на паруснике в Виктории, где выполняла много случайных работ, в том числе сажала деревья и работала на алюминиевом заводе. В 2005 году она получила степень бакалавра психологии в Монреальском университете, затем перешла к изучению акупунктуры и английского языка, а также изучала натуропатию заочно. Вернулась через пять лет в 2007 году, переехав из Шикутими в Калгари для тренировок на Олимпийском овале.
В сентябре 2008 года вновь заняла место в национальной сборной, ее выступления на этапах Кубка мира 2009 года показало, что она быстро вернулась к соревновательной форме, и ей даже удалось улучшить некоторые из своих предыдущих результатов, однако отбор на Олимпийские игры 2010 года пройти не смогла. В октябре на Кубке мира в Монреале заняла 2-е место в беге на 1500 м, а в декабре в Чанчуне выиграла серебро на дистанции 1000 м.
В январе 2011 года в Сегенее на открытом чемпионате Канады заняла 2-е место в общем зачёте, а в феврале на Кубке мира в Дрездене заняла 2-е место на 1500 м и 3-е на 1000 м, в марте выиграла бронзовую награду в эстафете на чемпионате мира в Шеффилде, в 2012 году — завоевала ещё бронзу в беге на 1500 м на чемпионате мира в Шанхае. В октябре на кубке мира в Калгари заняла 2-е место в беге на 1000 м.
В январе 2013 года стала абсолютным чемпионом на открытом чемпионате Канады в Монреале. В феврале на этапе в Сочи была 2-й в эстафете и третьей на 1500 м в Дрездене. На чемпионате мира выиграла в Дебрецене — серебро в составе эстафеты.. В 2014 году на Олимпийских играх в Сочи, в составе эстафетной команды, выиграла серебряные награды в заезде пропустив вперед сборную Южной Кореи. Следом на чемпионате мира в Монреале Мари-Эв Дроле завоевала серебро в составе эстафеты..
Весной 2014 года она ушла в декретный отпуск и пропустила весь сезон, чтобы родить своего первого ребенка, дочь Зои, в январе 2015 года. После того, как она участвовала в соревнованиях только внутри страны в 2015-16 годах, она вернулась на Кубок мира и выиграла два подиума, а марте 2017 года участвовала на чемпионате мира в Роттердаме и заняла общее 10-е место.
В июне 2017 года Мари-Эв Дроле объявила о завершении карьеры:
```
“С каждым опытом и вызовом, через которые я прошла за свою карьеру, моей целью всегда было доказать, что нет ничего невозможного, и стараться не слушать людей, которые говорили иначе”,-сказала Мари-Эв Дроле. “Это то, что я пытался делать на протяжении всей своей карьеры, но теперь пришло время навсегда уйти из спорта”.
[
5
]
```

Названа спортсменкой года по шорт-треку SSC s в 1999, 2000 и 2001 годах.